# Cyril Viguier
Pour les articles homonymes, voir Viguier.
Cyril Viguier, né le 4 septembre 1963 à Bordeaux, est un journaliste, producteur, animateur de télévision et entrepreneur français.
Il débute à la télévision dans les années 1990, et devient en 1994 l'un des créateurs et le directeur adjoint aux programmes de La Cinquième sur laquelle il présente l'émission L'Esprit du Sport. À la suite d'un contentieux, il quitte la chaîne en 1997 et s'expatrie aux États-Unis, où il crée en Californie sur le câble deux chaînes thématiques consacrées au surf
Il fait son retour dans l'audiovisuel français à la fin des années 2000, comme producteur et animateur, notamment sur Public Sénat, LCP. Il présente Face aux Territoires sur TV5 Monde.

## Biographie
Cyril Viguier a fait ses études secondaires à Bordeaux a Ensemble scolaire Saint-Joseph-de-Tivoli où il est initié à l'audiovisuel. Venu à Paris après ses études, il est chargé en 1983  de la programmation artistique de l’Espace Pierre Cardin et de la captation audiovisuelle de spectacles. Il devient par la suite directeur artistique de ce lieu qui accueillera l’émission Champs-Élysées de Michel Drucker. Il sera le chargé des relations publiques de Pierre Cardin. Il fait ensuite partie, de 1986 à 1987, du cabinet de Jacques Chaban-Delmas, alors président de l'Assemblée nationale.
Au milieu des années 1980, Cyril Viguier est responsable des programmes jeunesse à la Société française de production (SFP), puis il intègre la chaîne nationale FR3 comme producteur et animateur de l'émission de reportages Planète Show, diffusée le vendredi soir à 22h30.  Il effectue pour cette émission quatre tours du monde et se rend ainsi en Nouvelle-Zélande, en Australie, en Afrique, en Chine, aux États-Unis À ce titre, il présente  la première émission de télévision depuis la place Tian'anmen, après les manifestations de 1989. Il interviewe « six présidents américains, Nelson Mandela et le pape Jean-Paul II» ,,. Il participe au comité de création d'Antenne 2 et de FR3 en 1990.
En 1991, il est nommé chargé de mission et conseiller au cabinet du ministre de l'environnement Brice Lalonde, où il est chargé de l’audiovisuel et de la préparation du Sommet de la Terre de Rio de Janeiro 1992.

### La Cinquième (France 5)
En 1994, Cyril Viguier participe à la création de La Cinquième (aujourd'hui France 5) et est nommé directeur-adjoint des programmes de cette chaîne lancée par Jean-Marie Cavada. 
Il présente sur La Cinquième, le dimanche en début d'après-midi, l'émission L'Esprit du sport, un talk show où des invités évoquent le passé à la lumière d'exploits sportifs qui les ont marqués.
Durant les étés 1995 et 1996, il crée et présente une série de dix émissions L'esprit du surf diffusées le dimanche après-midi. Outre le secteur sport, Cyril Viguier supervise les secteurs aventure, découverte, instruction civique, jeunesse et cinéma de La Cinquième. Il obtient qu'Alain Delon présente des films sur la chaîne pour un salaire d'un franc symbolique.
En septembre 1996, Cyril Viguier passe du poste de directeur adjoint des programmes de La Cinquième à celui de directeur délégué aux programmes. Libération décrit alors ce changement de responsabilités comme une rétrogradation, assurant qu'il serait lié à des pratiques contestables de la part de Viguier : le journal évoque des soupçons de publicité clandestine et de détournement d'actif, un recours au sponsoring sur une chaîne publique et des commandes à des sociétés de productions liées à l'animateur.
En mars 1997, Jean-Marie Cavada dépose, en tant que PDG de La Cinquième, une plainte contre X pour « escroquerie et détournement de fonds » : cela fait suite à  un audit qui aurait fait apparaître des irrégularités — « un différentiel » de 1,5 million de francs de l'époque (228 000 euros) — dans les comptes remis en 1995 et 1996 par Tigre productions L'Esprit du sport,. L'émission est par la suite arrêtée, à la suite d'un différend entre la chaîne et le concepteur de l'émission Jean-François Doisne. Cyril Viguier, visé par la procédure, est alors licencié,,
Une ordonnance de non-lieu sera prononcée en 2006 par le Tribunal de grande instance de Paris. Cyril Viguier déclarera plus tard : « en détournant l’esprit du pénal on a tenté de me mettre sur le dos une plainte qui avait été déposé contre X par des gens a l’intérieur qui voulaient m’écarter pour prendre ma place... De la jalousie pure comme on la connaît bien dans nos métiers ».

### Activités  aux États-Unis
En 1998, Cyril Viguier s'installe en Californie où il crée, avec Stéphane Attia et d'autres associés, deux chaînes de télévision thématiques, consacrées au surf : Surf Channel et Malibu TV dont il devient le coprésident. Lui-même parle d'« un grand succès d'audience qui fait concurrence à MTV » ; Le Monde indique pour sa part que ces deux chaînes ne diffusaient que quelques heures d'émissions par jour, sur les programmes locaux de certains câblo-opérateurs de la côte Ouest.
Le Monde du 1er juin 2006 indique que Surf Channel et Malibu TV sont revendues pour 25 millions de dollars par ses propriétaires et associés

### Années 2000
En 2003, Cyril Viguier rejoint la structure de production créée par Alain Delon, comme coproducteur pour trois épisodes de la série Frank Riva, produite par GMT et diffusée en première partie de soirée sur France 2.
En 2007, Viguier rentre en France pour fonder Plan C, une société de production chargée d'alimenter en images le pavillon français de l'Exposition universelle de Shanghai de 2010. En 2008, il s'associe avec David Hallyday pour créer DHCV, une société de production audiovisuelle. BFM TV rapporte que son association avec David Hallyday aurait permis à Viguier d'obtenir le soutien de Nicolas Sarkozy, à l'époque président de la République, qui aurait ensuite insisté pour qu'on confie à leur société de production une émission sur France Télévisions. Cette société est finalement mise en liquidation le 19 avril 2013.
En 2009, il est engagé par le groupe Quiksilver en tant que directeur général de Quiksilver Multimédia.
En février 2009, il est nommé par le premier ministre François Fillon au poste de médiateur dans le processus de lancement de la télévision mobile personnelle (TMP)[source insuffisante]. Il remet son rapport en juin 2009.
Il est pendant six mois à la tête de Pavillon France TV, la chaîne de télévision du pavillon de la France à l'Exposition universelle de Shanghai 2010.

### Années 2010 et 2020: retour à  la télévision
De septembre à décembre 2011, Cyril Viguier présente sur France 3 un talk-show intitulé Vendredi sur un plateau, diffusé le vendredi à 23 h, où il reçoit des personnalités pour évoquer des moments de leur vie.
L'obtention de cette émission par Viguier fait l'objet d'une controverse, du fait du soutien que lui aurait apporté Nicolas Sarkozy ; Viguier dément pour sa part avoir été « pistonné » par le chef de l'État. Vendredi sur un plateau se trouve, lors de son lancement, en concurrence face à Un jour, un destin sur France 2, sur la même case horaire. Renaud Revel, dans L'Express, souligne à l'époque le peu de soutien de France Télévisions envers l'émission de Cyril Viguier, en se livrant à cette « curieuse contre-programmation » qui contraint Cyril Viguier à faire « un 100 mètres avec des semelles de plomb ». Après un démarrage difficile, l'émission évolue entre 5 et 6 % de part de marché et atteint 8 % pour la dernière émission[réf. nécessaire]. L'émission est finalement arrêtée au bout de dix numéros, n'ayant pu retrouver les audiences de Vie privée, vie publique de Mireille Dumas qui l'avait précédée sur la même tranche horaire. Renaud Revel évoque par ailleurs le fait que Viguier aurait pu faire les frais du documentaire qu'il produit sur François Hollande, et qui aurait déplu à l'équipe de l’Élysée.
À la rentrée 2014, il présente Talk Club, un talk show sur NRJ 12, d'abord diffusé le samedi à 19 h 45. L'émission invite une personnalité qui échange avec des représentants de la jeune génération, en compagnie d'invités de son choix, commente l'actualité de la semaine et évoque son parcours et ses initiatives. Cyril Viguier dit vouloir, par cette émission, « donner un ton d'énergie positive dans une époque qui en a bien besoin », en donnant la parole à des leaders d'opinion peu médiatisés. Cependant, l’émission est arrêtée fin 2014 après douze numéros, faute d'audience.
À compter du 5 octobre 2015, Cyril Viguier présente la matinale de Public Sénat, diffusée simultanément sur Sud Radio avec Le grand journal des territoires (7h30-8h00) produit en partenariat avec les chaînes de TV locales et régionales ainsi qu'avec la presse quotidienne régionale, et Territoires d'infos (8h00-8h30), deux émissions produites par sa société CVP. Il quitte la chaîne à la fin de son contrat mi-juillet 2019 et est remplacé à la tête de la matinale par Oriane Mancini.
A l'été 2020, Le Grand JT des Territoires qu'il anime est relayé par TV5 Monde le samedi et le dimanche dans 200 pays. Le programme conserve sa formule, en partenariat avec des médias locaux : PQR, chaînes de TV locales comme TV7 Bordeaux, ou encore le réseau régional de 20 Minutes. Il s'agit du premier journal télévisé réalisé en syndication en France.
En 2018, Cyril Viguier anime Monte Carlo Riviera, une émission de 26 minutes consacrée à la Côte d’Azur diffusée sur TV5 Monde. Chaque saison comporte 26 épisodes et 2 numéros spéciaux. Depuis juillet 2021, toujours sur TV5, il anime « Face aux Territoires » émission ou des personnalités politique sont interrogés par des citoyens et des journalistes des rédactions des grands quotidiens régionaux français et télévisions locales.

## Documentaires et grands entretiens
Il travaille comme producteur exécutif aux côtés de François Reichenbach sur de nombreux documentaires qui abordent des sujets aussi divers que les sorciers mexicains, les Indiens du Chiapas ou le champion du monde de boxe Cesar Chavez[réf. souhaitée].
Au début de l'année 2011, Le Monde annonce que Viguier produira un portrait de campagne de François Hollande réalisé par Denis Jeambar,,,. Le documentaire, François Hollande : Comment devenir Président, est diffusé sur France 3 le 7 mai à 22 h 30 (au lendemain du 2nd tour de l'élection présidentielle) et est envoyé par France Télévisions à un ensemble de personnalités publiques en guise de cadeau de fin d'année.
En 2013, il présente, sur France 3, un documentaire sur la famille princière de Monaco,, et entreprend avec Denis Jeambar un documentaire sur François Fillon[réf. nécessaire].
En 2014, il produit pour TF1 avec Paul Belmondo un documentaire de 90 minutes consacré à Jean-Paul Belmondo, et intitulé Belmondo par Belmondo,.
En 2015, il produit un documentaire sur l'ancien premier ministre Jean-Pierre Raffarin, Jean-Pierre Raffarin : l'autre force tranquille, diffusé sur France 3 Poitou-Charentes.
En 2021, il réalise un long entretien Alain Delon face au monde dans le domaine de Douchy pour TV5 Monde, durant lequel l'acteur fait de nombreuses révélations sur les coulisses du cinéma, ses amours, sa dernière compagne et son intention de faire un dernier film.
Le 23 septembre 2022, Cyril Viguier présente l'émission Face à Zelensky dans les conditions du direct, depuis Kiev en Ukraine. Cette interview de Volodymyr Zelensky, organisée par Tom Benoit et diffusée sur TV5 Monde, est clôturée par un échange enregistré quelques jours auparavant par satellite entre le président ukrainien et l'acteur Alain Delon.

## Activité sportive
Passionné d'art martiaux et attaché à mieux faire connaître cette discipline, Cyril Viguier pratique en outre les arts martiaux mixtes (MMA) en championnat international amateur.
En août 2011, il participe aux rencontres internationales amateurs de MMA de Las Vegas où il se livre au Throwdown Training Center à un combat « en cage » sous l'égide de la World Association of KickBoxing Organizations dans la catégorie 170 livres.
Le 9 janvier 2013, le réseau français de la chaîne sportive américaine ESPN Classic diffuse un reportage sur Viguier et le MMA. Il produit la même année La Voie du guerrier, une série d'émissions documentaires consacrée aux sports de combat et aux arts martiaux dans le monde, sur un plan historique et culturel, diffusée en septembre sur France Ô.

## Distinctions
- Leadership Award du comité républicain du Congrès américain[59], distinction qui récompense son parcours dans les médias (juillet 2006).
- Chevalier de l'ordre national du Mérite sur proposition du ministère de la Culture et de la Communication[60] (16 mai 2008).
- Prix « Réalisation interne » du « grand Prix Stratégies/Sportfive du Sport 2008 », pour la production de la série d'émissions Purs moments de Montagne (100 mini films de 2 minutes[61]), coproduit avec la société Rossignol en access prime time sur M6, de septembre 2007 à janvier 2008, et mettant en scène les cent plus grandes stars mondiales de la glisse[62],[63].
- Gérard de la télévision Gérard de l'animateur « qui aurait pas dû naître»
Gérard du pire animateur de l'année(2011)[64]